# 닭껍질튀김
닭껍질튀김은 닭껍질에 밀가루 등으로 튀김옷을 입혀 기름에 튀긴 요리이다.
대한민국에서는 2019년 6월 KFC에서 한정판매되기도 하였다.

## 사진

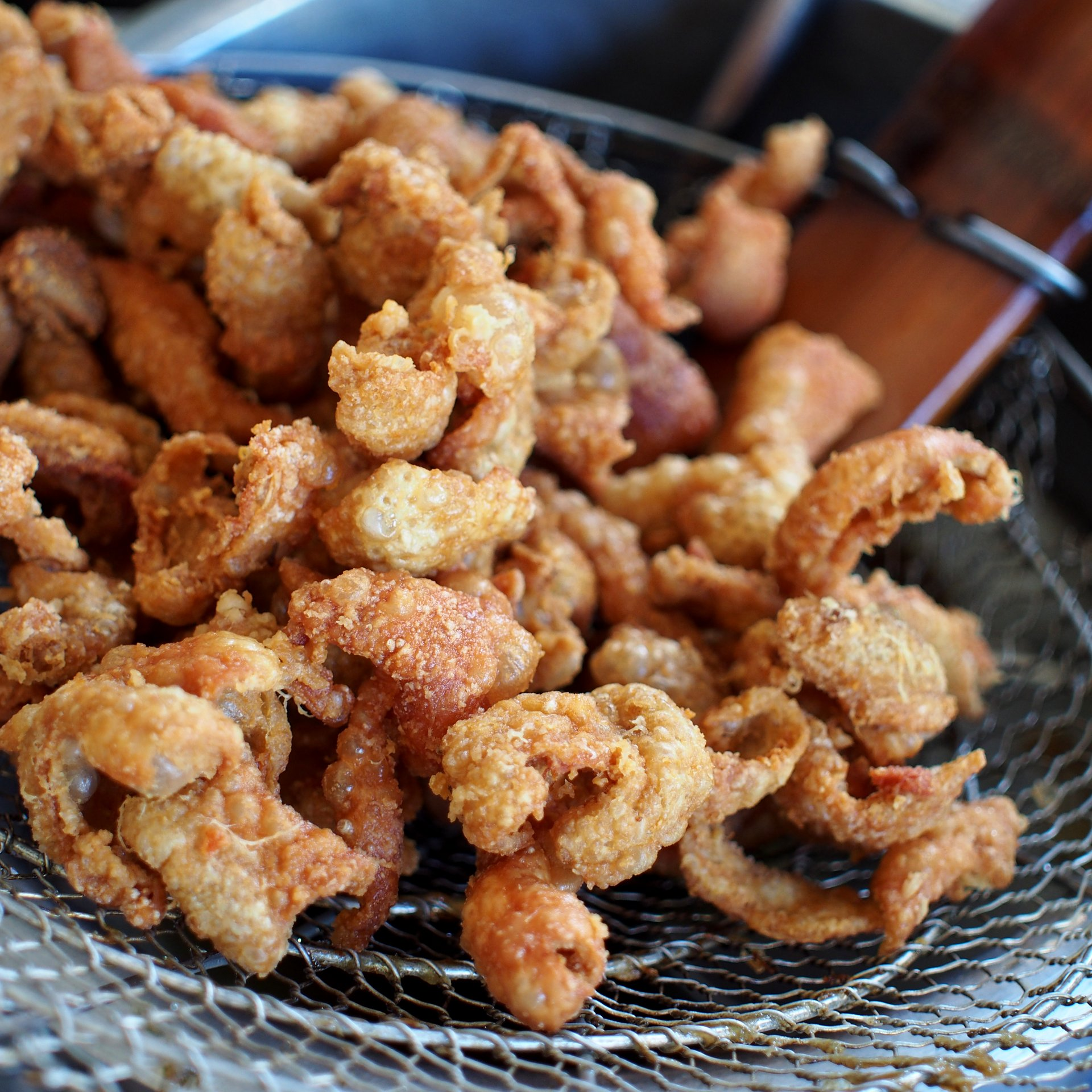
닭껍질튀김

## 같이 보기
- 닭튀김